# Der letzte Kranich vom Angerburger Moor
Der letzte Kranich vom Angerburger Moor ist ein Lied der deutschsprachigen Sängerin Juliane Werding aus dem Jahr 1972.

## Veröffentlichung und Inhalt
Der letzte Kranich vom Angerburger Moor interpretierte Juliane Werding erstmals am 13. Juli 1972 in den Rhein-Main-Hallen bei der ZDF-Starparade. Das Lied wurde am 16. August 1972 auf Werdings Debütalbum In tiefer Trauer veröffentlicht.
Der Titel ist im 4⁄4-Takt gehalten. Der Titel hat ein Tempo von 81 bpm und wird in der Tonart e-Moll gespielt.
Das Lied erzählt die Geschichte eines traurigen Kranichs, der einsam über das Moor fliegt. Der Liedtext beschreibt die Stimmung in der Natur und der Wildnis, mit Morgennebel und Schilfrohr. Der Vogel wird als stolzer König ohne Königreich beschrieben, der nach seinem unsichtbaren Feind späht.

„Der letzte Kranich vom Angerburger Moor

Zieht traurig seinen Kreis, als wenn er weint

Wie ein stolzer König ohne Königreich

Und er späht nach seinem unsichtbaren Feind.“

Die Textzeile im Chorus „Wie ein stolzer König ohne Königreich“ bringt herüber, dass der Kranich einst ein mächtiges und majestätisches Tier (eben wie ein König) war, der aber jetzt seine Heimat, das Angerburger Moor, und damit sein „Königreich“ verloren hat. Er fliegt traurig seine Kreise und weint metaphorisch, weil er alleine und vom Aussterben bedroht ist.
Die Musik und der Text wurden gemeinsam von Hans-Ulrich Weigel und Wolfgang Schulz verfasst. Peter Meisel war für die Produktion verantwortlich.

## Coverversion
Das Lied Der letzte Kranich vom Angerburger Moor wurde 2020 von der Hamburger Rockband Tocotronic für den Radio-Eins-Sampler Albaum gecovert.